# Klaus Uebe
Klaus Uebe (* 1. Mai 1900 in Kammin; † 5. Februar 1968 in Bad Godesberg) war ein deutscher Generalmajor der Luftwaffe im Zweiten Weltkrieg.

## Leben
Am 21. Juni 1918, kurz vor Ende des Ersten Weltkrieges, trat er dem kaiserlichen Heer bei, aus dem er aber schon am 23. November 1918 entlassen wurde. 
Fünf Jahre später ging er dann zur Reichswehr und diente in der Infanterie, wo er am 15. November 1924 einen Offiziersanwärterlehrgang an der Infanterieschule in Ohrdruf aufnahm. Nach erfolgreichem Abschluss wurde er am 1. Dezember 1926 zum Leutnant und am 1. November 1929 zum Oberleutnant befördert. Ab dem 2. Juni 1931 nahm er an einem Flieger- und Beobachter-Lehrgang an der Deutschen Verkehrsfliegerschule (DVS) teil und wechselte dann ab 1. Oktober 1933 zur noch inoffiziellen Luftwaffe. 
Als Oberleutnant nahm er das Amt eines Adjutanten der Beobachter-Schule der DVS in Braunschweig wahr. Nachdem er am 1. Mai 1934 kurzzeitig in der 1. Flieger-Division diente, wechselte er am 1. Juli 1934, inzwischen als Hauptmann, als Adjutant zur Fliegergruppe Fassberg. Dem schloss sich am 3. Juni 1935 ein Lehrgang an der Luftkriegsschule 2 in Berlin-Gatow an, bevor er am 1. November 1935 die Ausbildung zum Generalstabsoffizier antrat. Danach ging er ab 1. April 1937 als Referent in die 3. Abteilung des Generalstabs der Luftwaffe, bevor er am 16. Mai 1938 eine Fliegerausbildung in Schönwalde bei Berlin aufnahm. Dort erreichte ihn am 1. Oktober 1938 seine Beförderung zum Major. 
Zum 1. Februar 1939 wechselte er wieder in den Generalstab der Luftwaffe zurück, um dann zum 1. August 1940 zum Kampfgeschwader 2 zu kommen. Dieses Geschwader, mit seinen zweimotorigen Bombern vom Typ Dornier Do 17 lag zu dieser Zeit in Nordfrankreich und bereitete sich auf die Luftschlacht um England vor. Schon am 1. September 1940 übernahm er die III. Gruppe als Gruppenkommandeur. Am 1. April 1941 wurde er, in Vorbereitung auf den bevorstehenden Angriff auf die Sowjetunion Fliegerverbindungsoffizier der Luftflotte 2 zur Heeresgruppe Mitte. Dort wurde er am 1. August 1941 zum Oberstleutnant befördert, verbunden mit der Übernahme des Amtes eines Ersten Generalstabsoffiziers (Ia) in der Führungsabteilung der Luftflotte 2. Am 15. März 1942 wechselte er als Generalstabschef zum VIII. Fliegerkorps, wo er am 1. Juli 1942 zum Oberst befördert wurde. Zum 25. Oktober 1942 übernahm er beim Luftwaffenkommando Don im Süden der Ostfront erneut den Posten eines Generalstabschefs. Dafür erhielt er am 1. Februar 1943 das Deutsche Kreuz in Gold verliehen, bevor er am 1. April 1943 erneut wechselte und nun Stabschef im I. Fliegerkorps wurde. Dort blieb er bis zum 1. August 1943 und ging dann in den Norden der Ostfront zur Luftflotte 1, um dort den Posten des Generalstabschefs zu übernehmen. Dort erreichte ihn am 1. Januar 1944 die Beförderung zum Generalmajor und am 9. Juni 1944 die Auszeichnung mit dem Ritterkreuz des Eisernen Kreuzes. Ende des Jahres war er zeitweise Kommandeur der 4. Flieger-Division, bevor er am 24. Januar 1945 den Posten eines Kommandierenden Generals und Befehlshabers des Luftwaffen-Kommandos Ostpreußen übernahm. Zum 1. Mai 1945 wechselte er noch zur Luftflotte Reich, wo er am 8. Mai 1945, nach der bedingungslosen Kapitulation der Wehrmacht, in britische Kriegsgefangenschaft geriet, aus der er am 5. Juni 1947 entlassen wurde.